# Milutin Garašanin
Milutin Garašanin, född 22 februari 1843, död 5 mars 1898, var en serbisk politiker. Han var son till Ilija Garašanin.
Garašanin uppträdde mot slutet av 1870-talet som en av ledarna för "framstegspartiet", som påyrkade närmare anslutning till Österrike-Ungern. Han var 1880-83 inrikesminister och 1884-87 konseljpresident och utrikesminister. Som sådan genomförde han viktiga administrativa reformer och bidrog kraftigt till landets inre förkovran, men hans anseende skadades genom det misslyckade kriget mot Bulgarien 1885-86, och han hade dessutom att kämpa mot den starka ryssvänliga stämningen i landet.